# Andreas Reinke
Andreas Reinke (Krakow am See, 10 januari 1969) is een voormalig Duits profvoetballer. Hij is vooral bekend vanwege zijn periodes als doelman bij 1. FC Kaiserslautern en Werder Bremen.

## Carrière
Reinke begon zijn carrière in 1991/92 bij Hamburger SV, waar hij in twee jaar als reserve-doelman fungeerde. Daarom koos hij voor FC St. Pauli waar hij een goed seizoen doormaakte. Vervolgens keepte Reinke nog voor 1. FC Kaiserslautern waarmee hij in 1998 landskampioen werd.
In 2000 vertrok hij naar het buitenland om daar voor het Griekse Iraklis Saloniki en het Spaanse Real Murcia te spelen. In 2003 keerde hij terug naar Duitsland om zijn carrière bij Werder Bremen af te sluiten. Vanaf het seizoen 2006/2007 was Reinke daar geen vaste waarde meer maar moest hij Tim Wiese voor zich dulden. Met de club won hij drie prijzen waaronder het landskampioenschap in 2004. Hiermee is hij samen met Toni Schumacher de enige keeper die met twee verschillende clubs in de Bundesliga kampioen is geworden.

## Erelijst
Met 1. FC Kaiserslautern:
- DFB-Pokal: 1996
- 2. Bundesliga: 1997
- Bundesliga: 1998

Met Werder Bremen:
- Bundesliga: 2004
- DFB-Pokal: 2004
- DFB-Ligapokal: 2006